# Andrzej Hiolski

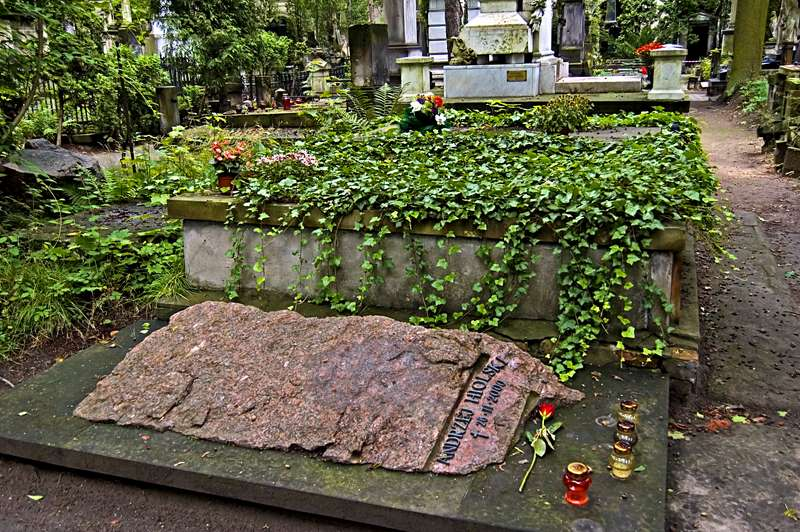
Grób Andrzeja Hiolskiego na cmentarzu Powązkowskim (2007)

Andrzej Hiolski (ur. 1 stycznia 1922 we Lwowie, zm. 26 lutego 2000 w Krakowie) – polski śpiewak operowy, baryton.

## Życiorys
Był synem Włodzimierza, kolekcjonera płyt i naczelnego weterynarza Lwowa. Jego bratem był Włodzimierz Lwowicz, również baryton. Ukończył VI Państwowe Gimnazjum im. Stanisława Staszica we Lwowie. Studia wokalne rozpoczął w Konserwatorium Polskiego Towarzystwa Muzycznego we Lwowie pod kierunkiem Heleny Oleskiej i Adama Didura.
W czasie wojny pracował fizycznie, m.in. jako stolarz. Wyjechał ze Lwowa w 1944, przed ponownym wkroczeniem wojsk sowieckich. Zadebiutował rolą Janusza w Halce Stanisława Moniuszki wystawionej 25 listopada 1944 w krakowskim Teatrze Starym.

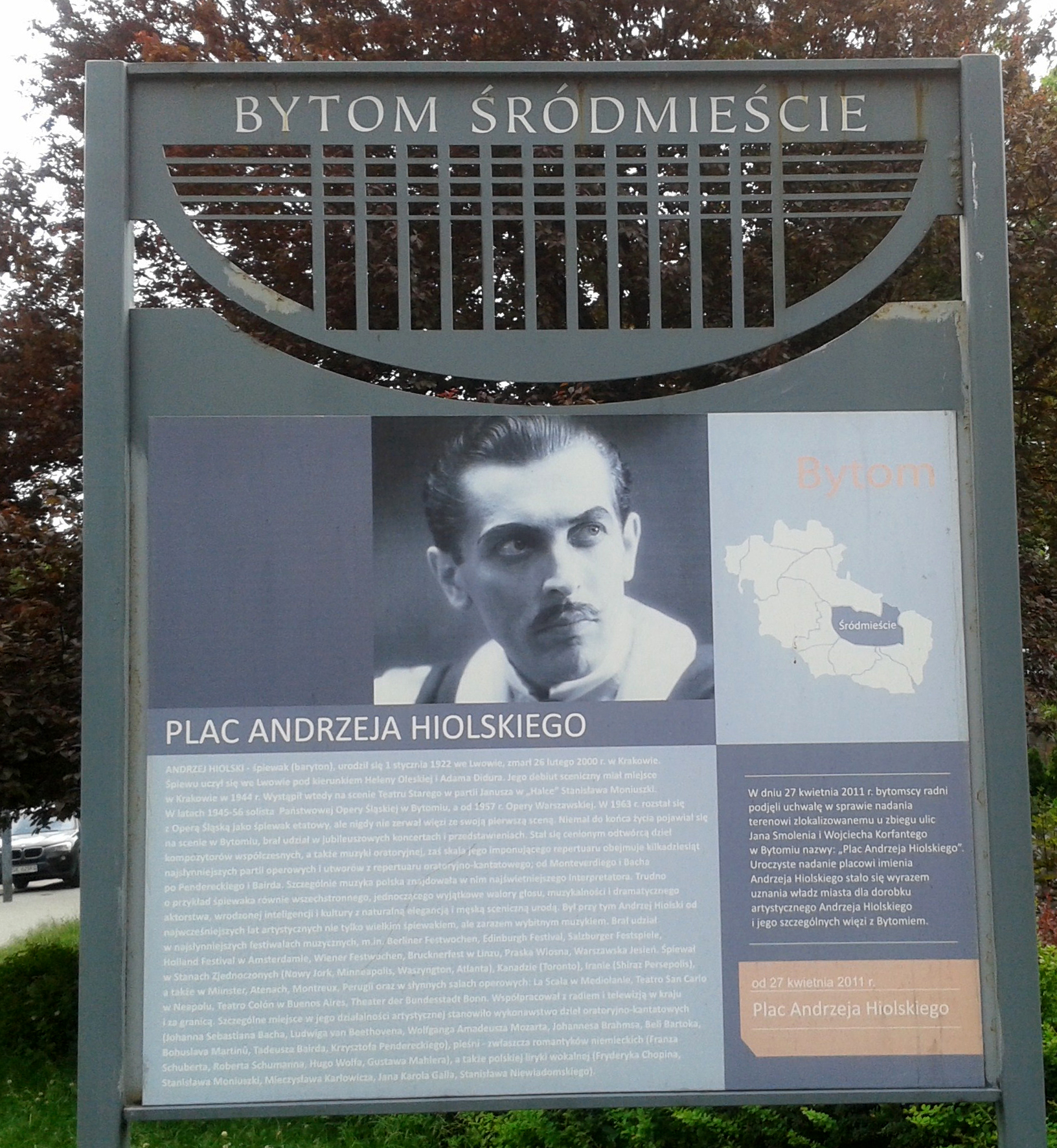
Plac Andrzeja Hiolskiego w Bytomiu – tablica pamiątkowa

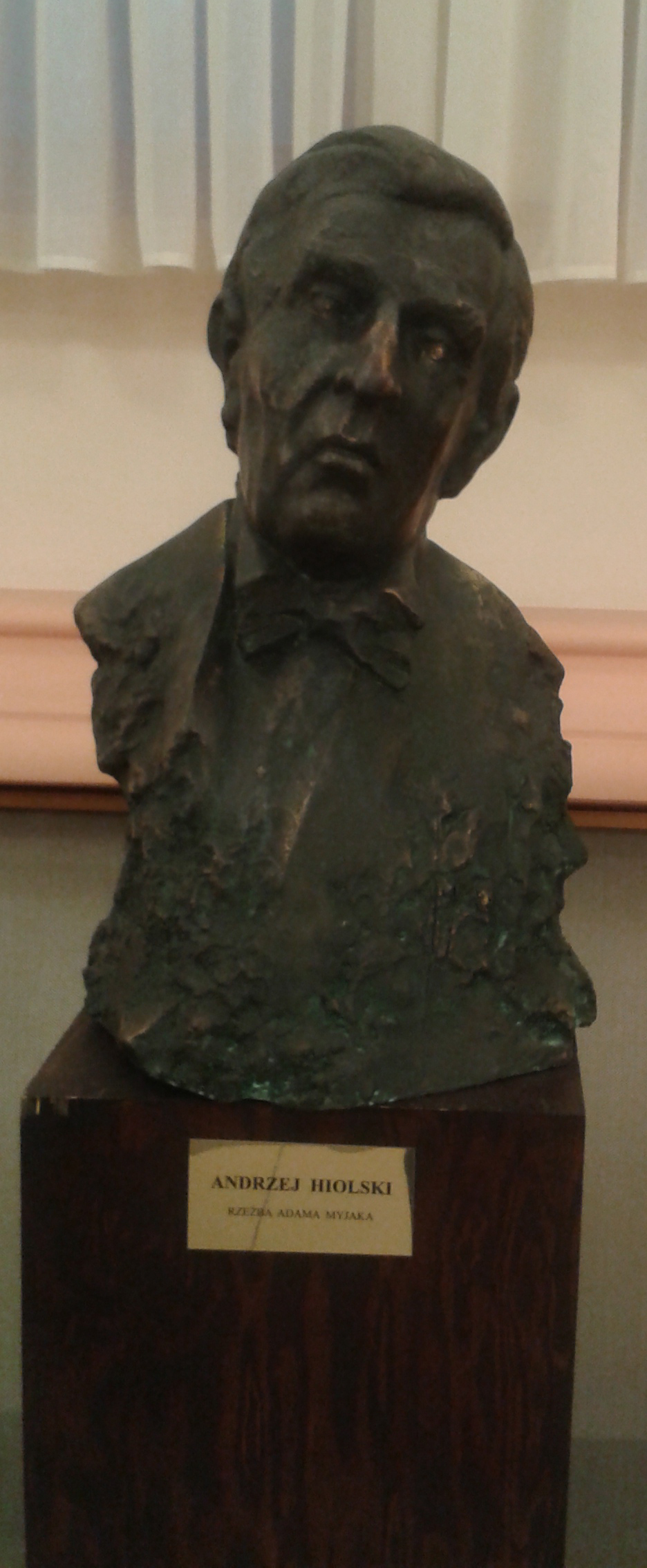
Andrzej Hiolski – popiersie w gmachu Opery Śląskiej w Bytomiu, rzeźba Adama Myjaka

W latach 1945–1956 był solistą Opery Śląskiej w Bytomiu. Tworzył pierwszy skład solistów tej opery. Na bytomskiej scenie zadebiutował również rolą Janusza w Halce Stanisława Moniuszki (była to jednocześnie pierwsza opera wystawiona w Operze Śląskiej). Hiolski śpiewał na różnych scenach operowych świata. Stworzył kreacje wokalne i aktorskie jako
- Figaro w Cyruliku sewilskim,
- Rigoletto w Rigoletcie,
- Hrabia di Luna w Trubadurze,
- Germont w Traviacie,
- Posa w Don Carlosie
- Jago w Otellu,
- Janusz w Halce,
- Jakub we Flisie,
- Oniegin w Eugeniuszu Onieginie,
- Scarpia w Tosce,
- Sharpless w Madame Butterfly,
- Roger w Królu Rogerze.
- Więzień w Więźniu,
- Ksiądz Grandier w Diabłach z Loudun
- Miecznik w Strasznym dworze (nagranie studyjne 1978)

Występował w repertuarze oratoryjno-kantatowym: Pasja wg św. Mateusza BWV 244 Johanna Sebastiana Bacha, Niemieckie requiem op. 35 Johannesa Brahmsa, Stabat Mater op. 53 Karola Szymanowskiego, Cztery sonety miłosne Szekspira Tadeusza Bairda, Pasja wg św. Łukasza Krzysztofa Pendereckiego, II Symfonia „Kopernikowska” op. 31 Henryka Mikołaja Góreckiego.
Wykonywał również pieśni: Franza Schuberta, Roberta Schumanna, Hugo Wolfa, Gustava Mahlera, Fryderyka Chopina, Stanisława Moniuszki, Mieczysława Karłowicza, Jana Karola Galla i Stanisława Niewiadomskiego.
Wystąpił również w Teatrze Telewizji, w spektaklu Krakowiacy i Górale według Wojciecha Bogusławskiego w reż. Krzysztofa Kolbergera (1993).
Zmarł w Krakowie. Pochowany na cmentarzu Powązkowskim w Warszawie (kwatera 14-2-1).

## Filmografia
- 1976 – Stanisław Moniuszko, Bardzo straszny dwór – film telewizyjny 1976 (fragmenty): Andrzej Hiolski (Miecznik), Bogdan Paprocki (Stefan), Bernard Ładysz (Skołuba), Bożena Betley (Hanna), Pola Lipińska (Jadwiga), Bożena Brun-Barańska (Cześnikowa), Beata Artemska (Straszydło Brunhilda), reżyseria: Maria Fołtyn i Tadeusz Piotrowski, scenariusz: Bogusław Kaczyński; Opera Poznańska, Zespół „Wielkopolska”, realizacja w Rogalinie i Srebrnej Górze[5].
- Baryton (1984), opera Cyrulik sewilski Gioacchina Rossiniego (aria Figara) – wykonanie muzyki
- Wcześnie urodzony  (1986), opera Flis Stanisława Moniuszki – wykonanie muzyki
- Opowieści weekendowe: Damski interes (1996), utwór muzyczny Requiem – wykonanie muzyki

## Ordery i odznaczenia
- Order Sztandaru Pracy I klasy
- Order Sztandaru Pracy II klasy (1964)
- Krzyż Komandorski Orderu Odrodzenia Polski (1959)[6]
- Krzyż Oficerski Orderu Odrodzenia Polski
- Krzyż Kawalerski Orderu Odrodzenia Polski (31 stycznia 1953)[7]
- Złoty Krzyż Zasługi (22 lipca 1952)[8]
- Medal 10-lecia Polski Ludowej (28 lutego 1955)[9]
- Złota Odznaka „Za Zasługi dla Województwa Śląskiego” (2000)

## Nagrody i wyróżnienia
- Pierwszy Medal 1. Międzynarodowego Konkursu Wokalnego w Tuluzie (1954)[10]
- Wyróżnienie Podkomitetu Literatury i Sztuki Nagrody Państwowej za wybitne osiągnięcia w dziedzinie wokalistyki (1955)[11]
- Nagroda Ministra Kultury i Sztuki I stopnia w dziedzinie muzyki za osiągnięcia artystyczne w dziedzinie wokalistyki(1973)[12]
- Nagroda Ministra Kultury i Sztuki I stopnia (1987)
- Nagroda Ministra Kultury i Sztuki I stopnia za osiągnięcia w dziedzinie twórczości artystycznej (1997)
- Nagroda Muzyczna Polskiego Radia za szczególne osiągnięcia w kulturze polskiej oraz wielkie zasługi dla Polskiego Radia (1999)